# Marco Tullio Cicerone il Vecchio
Marco Tullio Cicerone il Vecchio (... – 68/64 a.C.) è stato un cittadino romano, padre dell'oratore Marco Tullio Cicerone.

## Biografia
Della sua vita non si hanno molte notizie certe, ma si può affermare con certezza che fu, come poi suo figlio Marco Tullio Cicerone, un eques della città di Arpino. Non partecipò mai alla vita politica romana, e dunque il figlio ebbe poi la qualità di homo novus. Benché la sua ascendenza risulti tuttora sconosciuta (secondo alcuni era discendente del re dei Volsci Tito Attio, che aveva valorosamente combattuto contro i Romani), era un uomo di grande cultura, e fu lui, infatti, ad avvicinare il figlio agli studi.